# Завгородній Юрій Степанович
Юрій Степанович Завгородній (*14 липня 1940, село Семенівка, Криничанський район, Дніпропетровська область — †30 серпня 2012) — український поет, прозаїк, перекладач. Член Національної спілки письменників України та Асоціації українських письменників.

## Життєпис
Дитячі й шкільні роки минули в російській глибинці «на землях давніх вольностей Господина Великого Новгорода».
Закінчив Дніпропетровський інженерно-будівельний інститут (1962), професійний інженер-будівельник.
Після публікації добірки Юрія Завгороднього в альманасі «Вітрила-69» і до 1989 року твори Юрія Завгороднього не приймалися в Україні до друку, він виїхав з України.
В ці роки він працював на будівництві електростанцій у Латвії та на Крайній Півночі в Росії. Учасник ліквідації аварії на Чорнобильській АЕС — з 1989 року займався післяаварійними роботами у самому серці Чорнобильської зони. Працював начальником управління в Міненерго України.

## Творчість
Друкуватися почав у студентській багатотиражці з 1958. 1959-го поетична добірка опублікована у дніпропетровській обласній молодіжній газеті «Прапор юності». З 1969, після добірки в альманасі «Вітрила-69» і до 1989 твори Юрія Завгороднього не приймалися в Україні до друку з політичних міркувань тодішнього режиму. В Латвії захопився перекладами з латвійських поетів, які час від часу з'являлися в Україні друком у часописах або в поетичних альманахах.
Автор поетичних книжок:
- «Тече між пальцями пісок» (1993, «Український письменник»),
- «Поміж вчора і завтра» (1994, «Український письменник», «Вир»),
- «На часі проща» (1995, «Український письменник»),
- «Прочинене в часі вічко» (1996, «Український письменник»),
- «На зламі часів» (1998, «Живиця»),
- «Не в'яне полум'я свічі» (2000, «Дніпро»),
- «Озирнутися перед порогом» (2002, «Гранослов»),
- «Правда і віра» (2004, «Неопалима купина»),
- «На круги своя» (2007, «Задруга»),
- «Попелище дикого степу» (2009, «Задруга»)[1],
- «Ми водили козу…» (2012, ПВД "Твердиня)

Автор прозових книжок:
- «Злам» — роман в новелах (Двічі: 1999, «Живиця»; 2001, «Кальварія»);
- «За що?..» — пригодницький роман із циклу «Ошукані шукачі скарбів» (2003, «Юніверс»),
- «Йду проти себе» — роман в новелах (2004, «Кальварія»),
- "Задовгий день «Ч» — роман-спогад про наслідки Чорнобильської катастрофи (2005, «Кальварія»).
- «Відлуння зі схрону» — пригодницький роман із циклу «Ошукані шукачі скарбів», в журналі «Сучасність» (2006)
- «Не заглядай до прірви» — пригодницький роман із циклу «Ошукані шукачі скарбів», в журналі «Сучасність» (2007)
- «Остання справа Втікача» — пригодницький роман із циклу «Ошукані шукачі скарбів»
- «Дим димок» — детективна повість (2012),
- «Етноглобалізм (чи легко сьогодні почуватися українцем?» — книжка есеїстики (2012, ПВД "Твердиня)

У Польщі вийшли друком дві книжки Юрія Завгороднього у перекладі Казімежа Бурната:
- Pogwar dzikiego stepu, Wrocław: Wydawnictwo Eurosystem, 2009, 88 сторінок, ISBN 978-83-61348-14-6 («Попелище дикого степу»)
- Przecieka piasek między palcami, Wrocław: Wydawnictwo Eurosystem, 2012, Випуск 3 з серії Seria Wydawnicza Międzynarodowej Galicyjskiej Jesieni Literackiej «Gwiazdozbiory Jesieni», 88 сторінок, ISBN 978-83-61348-64-1 («Тече між пальцями пісок»).

В перекладі Юрія Завгороднього з латиської вийшли:
- збірка поезій Кнутса Скуєнієкса «Насіння в снігу» (1994, «Український письменник»),
- 50 поетів Латвії в авторській антолоґії «З латвійського берега» (1999, Поліграфічний центр КДУ ім. Тараса Шевченка),
- біографчний роман-есей Яніса Петерса «Раймондс Паулс» (2005, «Кальварія»);

В перекладі Юрія Завгороднього з польської вийшли:
- поетичні збірки А. Грабовського «А той віршик про те», «В калейдоскопі»
- поетична збірка Казімежа Бурната «Вивернути час на ліву сторону» (2008, «Задруга»)
- роман А. Дячинського «Отих, позабутих, згадайте хоч словом»

В різних часописах друкувалися переклади окремих авторів з білоруської, латиської, польської та словацької мов.
Вірші та короткі прозові речі друкувалися: в Бельгії, Білорусі, Латвії, Литві, Македонії, Німеччині, Польщі, Росії, Словаччині, Франції.

## Пам'ять
Польський поет Казімеж Бурнат присвятив пам'яті Юрія Завгороднього вірш «Безмежний Всесвіт».

## Відзнаки
Лауреат літературних премій Павла Тичини (2002), Володимира Сосюри (1993) та Олеся Гончара (2007), міжнародної премії імені Івана Кошелівця (2003).
Латвійською республікою відзначений за особистий вклад в народну дипломатію (2000) та за перекладацьку діяльність (2008).
Кавалер Ордена Латвійської республіки «Хрест Визнання» (2008).